# 塞尔吉奥·德·卡斯特罗
塞爾吉奧·德·卡斯特羅（西班牙語：Sergio de Castro，1922年9月15日—2012年12月31日），是一位阿根廷裔法國畫家。

## 生平
塞爾吉奧·德·卡斯特羅的父母親皆為西班牙裔阿根廷人（西班牙加利西亞貴族，費爾南德斯．德．卡斯特羅的後裔），他在瑞士的法語區長大，接著在阿根廷待了七年（1942年至1949年），並於1979年歸化法國籍。
1939年，他與藝術家 Joaquín Torres García 相識並成為他的門生。在1940年到1949年間，他們之間的通信往來頻繁。他在1945年到1946年間擔任作曲家曼努埃爾．德．法拉（Manuel de Falla）的助手。1949年，他獲得法國政府的獎學金來到巴黎學習音樂，並於1951年開始致力於繪畫創作。
卡斯特羅於1960年在紐約獲頒霍爾馬克獎（Hallmark Prize）。在1980年第39屆威尼斯雙年展中受阿根廷國家館邀請展出。
此外，他在1981年至1986年間擔任史特拉斯堡大學人文學院客座教授，並於1997年獲頒法國國家文藝勳章。

## 古蹟建築彩繪玻璃與壁畫作品
- 《創世 — 彩繪玻璃》（1956-1958），6米高，20米寬。與彩繪玻璃師傅 J. J. K. Ray (1898-1979)一同完成這項工程，位於法國康城修道院教堂。
- 《救贖 — 彩繪玻璃》 (1968-1969)，4.5米高，17米寬，位於德國漢堡市邦厚福路德式教堂。
- 《眾先知》(1978-1981)，五面玻璃窗，位於瑞士羅蒙鎮聖母升天教堂。
- 德．卡斯特羅年輕時期的二幅壁畫作品，安置於烏拉圭首都蒙特維多市聖布瓦醫院，由他的老師 Joaquín Torres García 帶領學生們一同執行這項作品。
- 壁畫作品，安置於法國博勒什河畔聖喬治市鎮圖書館。
- 壁畫作品，安置於阿柯瑪公司辦公大樓前廳，法國巴黎市西郊拉德芳斯。

## 關於卡斯特羅的引言
「卡斯特羅，您已經完成一件偉大的作品，高大、完整且謹慎妥當的作品，如同世界和字詞的遊戲，一種強而有力且單純的開展，如同經由我們精神的世界。」
詩人皮耶．勒居爾（Pierre Lecuire）於1959年4月9日致德．卡斯特羅書信的片段，內容關於《創世 — 彩繪玻璃》的作品。